# Vinica (Macedonia del Nord)
Vinica (in macedone Виница?) è un comune situato nella parte orientale della Macedonia del Nord. La sede comunale è nella località omonima.
Il comune confina con Kočani e Makedonska Kamenica a nord, con Zrnovci ad ovest, con Berovo e Radoviš a sud e con Delčevo ad est.
Nel 2003 il municipio rurale di Blatec venne destituito ed il territorio aggiunto al comune di Vinica.

## Società

### Evoluzione demografica
Secondo il censimento nazionale del 2002 il comune ha 19 938 abitanti. I principali gruppi etnici includono:
- Macedoni = 18.261
- Rom = 1.230

## Località
Il comune è formato dall'insieme delle seguenti località: 
Blatec
- Vinička Kršla
- Gradec
- Grljani
- Dragobrašte
- Istibanja
- Jakimovo
- Kalimanci
- Kruševo
- Laki
- Leski
- Lipec
- Pekljani
- Trsino
- Crn Kamen
- Vinica (sede comunale)

### Gemellaggi
- Vinnycja